# Nicéphore Blemmydès
Nicéphore Blemmydès (Νικηφόρος Βλεμμύδης), également Blemmyde ou Blemmydas, né en 1197 et mort vers 1269, est une grande figure de la culture byzantine du XIIIe siècle.

## Biographie
Fils de médecin, Blemmydès est né en 1197 à Constantinople. Après la conquête de Constantinople par les Croisés de la quatrième croisade en 1204, sa famille doit fuir en Asie Mineure, en Bithynie. Il poursuit un long cursus d'études à Pruse, Nicée, Smyrne et Scamandre, se formant en médecine, physique, philosophie, théologie, mathématiques, logique et rhétorique. Plus tard, il jouit de la réputation d’être l’un des hommes les plus savants de son temps.
Remarqué par le patriarche Germain II de Constantinople en 1224, il entame une carrière ecclésiastique. En 1234, il prononce ses vœux monastiques et est ordonné prêtre dans la basilique Saint-Jean d'Éphèse. À la demande de l'empereur de Nicée Jean III, il fonde une école à Smyrne, puis, à la mort de Théodore Hexaptérygos, dirige pendant dix ans l'école impériale de Nicée (1238-1248). Mais en butte à des tracasseries et des jalousies de la part du clergé de la ville, il se fait moine et en 1241 fonde un monastère à Ématha, près d’Éphèse. Ainsi il se trouve libre et peut manifester son indépendance. L'école du monastère n'accueille que des moines et des novices. Auparavant, Blemmydès a eu comme élèves Georges Acropolite et Théodore Doukas Lascaris, futur empereur.
En 1249, il expulse de l’église de son monastère la Marchesina, maîtresse de l’empereur Jean III, venue le visiter, puis, s'attendant au pire, il rédige une lettre ouverte pour justifier son geste. L'empereur admet que la rebuffade est méritée et ne lui en tient pas rigueur.
En 1255, après le décès du patriarche de Constantinople Manuel II, l’empereur Théodore II Doukas Lascaris, disciple de Blemmydès, qui vient alors de succéder à Jean Doukas Vatatzès, lui offre le poste. Blemmydès refuse, préférant la vie monastique. Le patriarcat est attribué à Arsène Autorianos. Plus tard, ce dernier excommunie l’empereur Michel VIII Paléologue pour avoir fait crever les yeux de son jeune collègue Jean IV Doukas Lascaris, fils de Théodore II, et l'avoir enfermé dans une forteresse (fin 1261-début 1262). Finalement le patriarche Arsène est destitué illégalement en 1265, mais lorsque son deuxième successeur Joseph essaie de faire avaliser ce coup de force par le très respecté Blemmydès, celui-ci lui oppose un refus.

## Œuvre
Considéré comme un des hommes les plus savants de son temps, Blemmydès a traité de sujets très variés.
Il a pris une part active dans les controverses théologiques entre l’Église orthodoxe et l'Église catholique, défendant la position orthodoxe lors des débats gréco-latins de 1234 et 1250, écrivant des traités sur la procession du Saint-Esprit, et se faisant le défenseur de la formule patristique ancienne selon laquelle le Saint-Esprit procède du Père « par le Fils ». Il s'appuie sur les écrits de plusieurs Pères grecs (Grégoire le Thaumaturge (v. 213-v. 270), Athanase d'Alexandrie (v. 296-373), Grégoire de Nysse (335-394), Maxime le Confesseur (580-662), Jean Damascène (v. 676-749)). Il soutient que la source de l'existence personnelle de l'Esprit Saint en Dieu est seulement le Père, mais l'énergie de l'Esprit Saint est manifestée éternellement « du Père par le Fils ». Il montre qu'il ne faut pas confondre cette formule avec celle du Filioque de l'Église latine. Depuis le XVIIe siècle, il a été tenu par plusieurs auteurs grecs (comme Leo Allatius et Eugenios Voulgaris) pour un théologien « latinophrone (λατινόφρων) », c'est-à-dire d'esprit latinisé, tandis que pour d'autres (Dosithée II de Jérusalem, Andronic Dimitrakopoulos) il est demeuré orthodoxe, même dans sa recherche d'une conciliation entre les positions théologiques grecque et latine. 
Dans le domaine théologique, il faut relever entre autres un commentaire exégétique des Psaumes, ses comptes rendus des dialogues avec les Latins, un Traité sur la foi et plusieurs opuscules. 
Il est l'auteur d'un manuel de philosophie aristotélicienne en deux parties, l'une sur la logique, l'autre sur la physique, devenu ensuite un ouvrage de référence dans les écoles byzantines. Intéressé par la question des Universaux, il essaie de concilier le réalisme et le nominalisme en supposant que les genres et les espèces se trouvent d'abord dans la pensée de Dieu avant d'être constitués ici-bas par les créatures. 
Il a aussi composé un Traité sur le Ciel et la Terre, le Soleil, la Lune, le Temps et les jours. À l'occasion de la mort de l'impératrice Irène Lascarine, il adresse à l'empereur Jean III un poème astronomique mettant le décès en relation avec l'éclipse de soleil du 3 juin 1239. Il a produit aussi un manuel de géographie, la Géographie synoptique, qui est pour l'essentiel une paraphrase de l'ouvrage de Denys le Périégète, et un traité où il affirme la sphéricité de la terre et étudie son volume.
Il a écrit d'autre part deux Autobiographies, une Règle pour les moines de son monastère, et la Statue impériale, texte dressant le portrait de l'empereur idéal, « qui sera tout à tous..., vrai Dieu sur la terre ». Il a composé aussi de nombreux poèmes sur des sujets variés, et a laissé de nombreuses lettres.

## Éditions de textes
- Nicephori Blemmydae De virtute et ascesi necnon Iosephi Racendytae De virtute, éd. E. Gielen (Corpus Christianorum. Series Graeca 80), Turnhout: Brepols Publishers, 2015  (ISBN 978-2-503-54412-0)
- Nicephori Blemmydae curriculum vitae et carmina, éd. August Heisenberg, Teubner, Leipzig, 1896.
- PG 142 : utile pour les œuvres scientifiques et philosophiques de Blemmydès : Epitome logica (col. 687-1004) et Epitome physica (col. 1005-1320).
- Nicephori Blemmydae autobiographia sive curiculum vitae necnon epistula universalior, éd. Joseph A. Munitiz (Corpus Christianorum. Series Graeca 13), Turnhout: Brepols Publishers, 1984.
- Herbert Hunger-Ihor Ševčenko, Des Nikephoros Blemmydes Βασιλικὸς Ἀνδριάς und dessen Metaphrase von Georgios Galesiotes und Georgios Oinaiotes. Ein weiterer Beitrag zum Verständnis der byzantinischen Schrift-Koine, Wiener Byzantinische Studien 18, Verlag der Österreichischen Akademie der Wissenschaften, Vienne (Autriche), 1986.
- Nicéphore Blemmydès, Œuvres théologiques, t. I, introduction, texte critique, traduction française et notes par Michel Stavrou, « Sources chrétiennes » no 517, Paris, 2007.
- Nicéphore Blemmydès, Œuvres théologiques, t. II, introduction, texte critique, traduction française et notes par Michel Stavrou, « Sources chrétiennes » no 558, Paris, 2013.
- Nikephoros Blemmydes. Gegen die Vorherbestimmung der Todesstunde, Einleitung, Text, Übersetzung und Kommentar von W. Lackner (Corpus Philosophorum Medii Aevi Byzantini; 2), Leiden, Brill, 1985.